# چتان آناند
چتان آناند (انگلیسی: Chetan Anand؛ ۳ ژانویهٔ ۱۹۲۱ – ۶ ژوئیهٔ ۱۹۹۷) یک تهیه‌کننده، کارگردان، هنرپیشه، و فیلم‌نامه‌نویس اهل هند بود. از فیلم‌های مشهور او می‌توان به شهر بی‌قانون برنده نخل طلایی جشنواره فیلم کن ۱۹۴۶ اشاره کرد.

## فیلم‌شناسی
کارگردان
- شهر بی‌قانون (۱۹۴۶)
- افسر (۱۹۵۰)
- Aandhiyan (۱۹۵۲)
- راننده تاکسی (۱۹۵۴)
- Funtoosh (۱۹۵۶)
- Anjali (1957)[۲]
- بازار سیاه (۱۹۶۰)
- حقیقت (۱۹۶۴)
- آخرین نامه (۱۹۶۶)
- Heer Raanjha (۱۹۷۰)
- Hanste Zakhm (۱۹۷۳)
- به هندوستان قسم (۱۹۷۳)
- جان من (۱۹۷۶)
- Saheb Bahadur (۱۹۷۷)
- طبیعت (۱۹۸۱)
- خطوط کف دست (۱۹۸۶)